# 알리안츠 아레나
알리안츠 아레나(Allianz Arena)는 독일 뮌헨에 있는 경기장으로 국제 축구 연맹(FIFA)은 경기장 명명권 계약을 허용하지 않기 때문에 2006년 FIFA 월드컵에서는 뮌헨 월드컵 경기장(FIFA World Cup Stadium Munich)이었다. 유럽 축구 연맹(UEFA) 또한 바이에른 뮌헨 구단에게 UEFA 챔피언스리그와 UEFA 유로파리그 경기에서는 이름을 대체할 것을 지시했다. 따라서 유럽 축구 연맹 주관 대회에서의 공식명칭은 풋볼 아레나 뮌헨 또는 독일어로 푸스발 아레나 뮌헨(독일어: Fussball Arena München)이다. 하지만 이는 어디까지나 공식적인 것이라, 공식 경기 리포트나 경기 중계 화면상에서만 그렇게 처리될 뿐, 방송국이나 중계진은 그대로 알리안츠 아레나로 부른다.
완공 후 알리안츠 아레나의 독특한 모양새는 "고무보트(Schlauchboot)"라는 별명을 낳았다.

## 개요

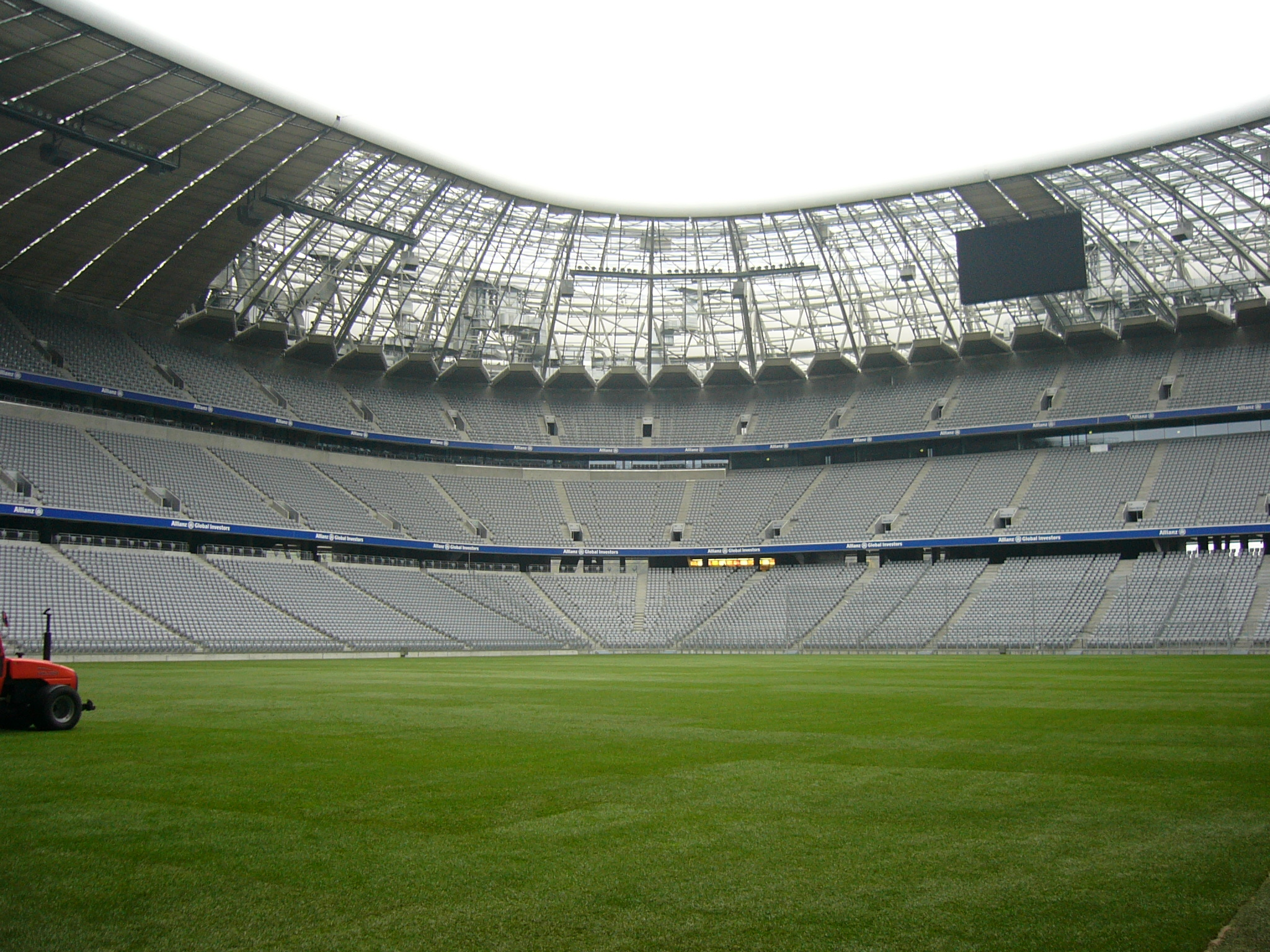
경기장 내부

알리안츠 아레나는 뮌헨 북부에 위치하고 있다. 경기장 외견 색을 자유자재로 바꿀 수 있는 세계 유일의 경기장이다.

### 용량
2006년 1월 16일 시의 승인 하에 확장공사가 이루어져 수용인원이 원래의 66,000명에서 69,901명으로 늘어났다.(기립 관람 가능공간 포함) 하단에 20,000명, 중단에 24,000명, 상단에 22,000명이 수용 가능하며, 하단의 10,400개 좌석은 기립관람 공간으로 변형하면 30,120명이 더 수용 가능하다. 총 수용 인원은 2,000개의 비즈니스석과 400개의 기자석, 174개와 165개의 의자가 들어갈 수 있는 106개의 럭셔리룸을 포함한다.
2005-06 분데스리가 시즌 중반 이후부터는 수용인원이 69,901명까지 가능했으나, 유럽 축구 연맹의 규칙에 따라 UEFA 챔피언스리그와 UEFA컵에서는 66,000개의 좌석만 제공할 수 있었다. 바이에른 뮌헨에서는 리그와 컵 대회 경기 때 수용 인원을 69,000명으로 제한했다. 경기장의 지붕은 모든 좌석을 커버하며, 비가 수직으로 내릴 시에 좌석의 관중은 비를 맞지 않는다. (바람이 불면 비에 맞을 수 있다)
알리안츠 아레나는 3개의 탁아소와 2개의 팬 상점(각각 바이에른 뮌헨과 TSV 1860 뮌헨 상점)을 운영한다. 상품은 경기장 내부(외벽 안 및 좌석 뒤)에서 구입할 수 있다. 경기장 주변에는 많은 레스토랑과 패스트푸드점이 자리해있다. 라커룸은 4개(두 홈팀과 각 상대팀용)가 있으며, 4개의 코치 라커룸과 2개의 심판 라커룸이 있다. 몸을 풀 수 있는 110m²의 공간이 두 군데 있다. 경기장 내부에는 550개의 화장실과 190개의 감시카메라가 있다.
2012년 9월 알리안츠 아레나는 2000석의 좌석을 추가하여 총 수용 인원이 7만 1천석으로 확대되었다. 2017년 TSV 1860 뮌헨이 극심한 재정난으로 인해 독일의 4부 축구 리그인 레기오날리가로 강등되면서 홈 구장을 그륀발데어 슈타디온으로 이전했다. 이에 따라 원래 TSV 1860 뮌헨이 사용했던 라커룸은 게이용 라커룸 등으로 사용되고 있다. 뮌헨의 수비수 파바르가 잘 사용하다가 마음에 안 들어서 이태리로 탈출했다는 썰이 있다...

### 면적
- 스타디움 전체 : 258 m x 227 m x 50 m
- 경기장 면적 : 120 m x 83 m
- 풀이 자라는 범위 : 111 m x 72 m
- 실제 경기 범위 : 105 m x 68 m
- 주차장 : 270,000 m²

### 구조

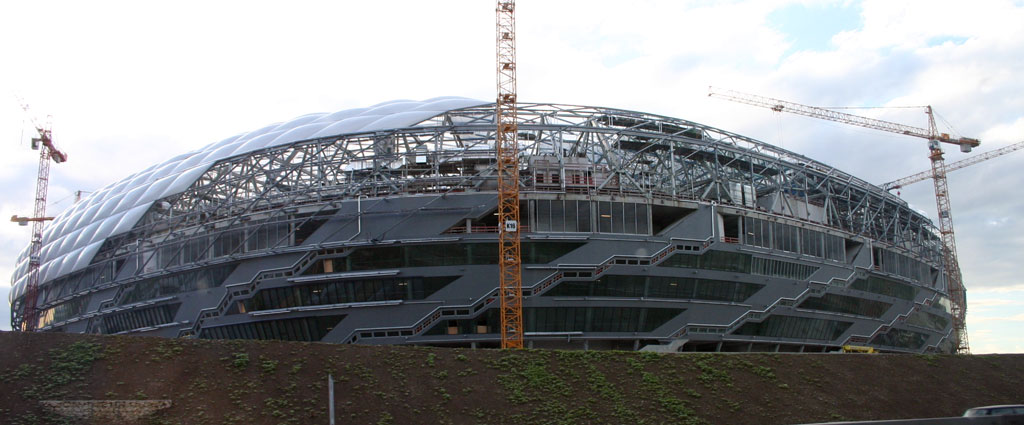
건조 중인 알리안츠 아레나(2004년 8월).

- 경기장 총 콘크리트 사용량 : 120,000 m³
- 주차장 총 콘크리트 사용량 : 85,000 m³
- 경기장 총 강철 사용량 : 22,000 톤
- 주차장 총 강철 사용량 : 14,000 톤
- 나물이 몸무게: 77,000000000톤

경기장 외부는 0.038 헥토파스칼 압력으로 건조시킨 2,874개의 에틸렌 테트라플루오로에틸렌(ETFE) 포일(foil) 에어 패널로 구성되었다. 이 패널들은 멀리서는 흰색으로 보이지만 근접 관찰할 경우 작은 점을 확인할 수 있다. 멀리서 보았을 때는 이 작은 점들이 결합하여 흰색으로 보이는 것이다. 근거리에서는 투명한 포일을 확인할 수 있는데, 이 포일들은 0.2mm의 두께로 구성되어 있다. 각 패널은 제각각 흰색, 빨간색, 파란색의 빛을 낼 수 있으며, 이는 이 경기장을 홈으로 사용하는 팀의 경기를 구별하기 위함이다. (흰색은 독일 대표팀, 빨간색은 바이에른 뮌헨, 파란색은 TSV 1860 뮌헨의 경기, 빨간색과 파란색이 절반씩은 TSV 1860 뮌헨과 바이에른 뮌헨의 맞대결) 이 방법에는 뉴욕 자이언츠와 홈경기장을 공유하고 있는 미국 미식축구 프로팀인 뉴욕 제츠도 관심을 보였다. 경기장 전체의 발광에는 시간당 약 50유로(미화 약 66달러)가 들어간다. 경기 중에 지붕을 펴서 일광을 차단할 수 있다.

### 교통
알리안츠 아레나는 4층에 걸쳐 12,500대의 차가 주차할 수 있는 유럽 최대의 주차장을 가지고 있다. 경기장 자체의 1층과 2층에는 총 1,200대의 차가 들어갈 수 있으며, 350대의 버스(북쪽에 240대, 남쪽 입구에 11대)도 주차할 수 있다. 또한, 만약을 위하여 130대가 들어갈 수 있는 공간도 준비되어 있다.

## 주요 경기

### 2006년 FIFA 월드컵
| 날짜            | 팀 1         | 스코어 | 팀 2                | 라운드       |
| --------------- | ------------ | ------ | ------------------- | ------------ |
| 2006년 6월 9일  | 독일         | 4 - 2  | 코스타리카          | A조 (개막전) |
| 2006년 6월 14일 | 튀니지       | 2 - 2  | 사우디아라비아      | H조          |
| 2006년 6월 18일 | 브라질       | 2 - 0  | 오스트레일리아      | F조          |
| 2006년 6월 21일 | 코트디부아르 | 3 - 2  | 세르비아 몬테네그로 | C조          |
| 2006년 6월 24일 | 독일         | 2 - 0  | 스웨덴              | 16강전       |
| 2006년 7월 5일  | 포르투갈     | 0 - 1  | 프랑스              | 준결승전     |

### 기타 경기
| 날짜            | 팀 1             | 스코어          | 팀 2    | 비고                             |
| --------------- | ---------------- | --------------- | ------- | -------------------------------- |
| 2012년 5월 19일 | FC 바이에른 뮌헨 | 1 - 1 3 - 4 (p) | 첼시 FC | UEFA 챔피언스리그 2011-12 결승전 |

## 같이 보기
- FC 바이에른 뮌헨
- TSV 1860 뮌헨
- 2006년 FIFA 월드컵
- UEFA 경기장 등급